# ریل‌شورت
ریل‌شورت یک شرکت مستقر در آمریکا است که متعلق به کِرَزی مپِل استودیو بوده و توسط ناشر دیجیتال مستقر در پکن، سی‌اُال گروپ پشتیبانی شده و تا حدی متعلق به این شرکت است. ریل‌شورت یک اپلیکیشن پخش ویدیوی کوتاه است که به‌طور خاص در حوزه مینی‌درام بوده و برای مشاهده در موبایل طراحی شده است و اغلب به عنوان سرگرمی در وضعیت عمودی شناخته می‌شود.
مینی‌درام‌های (درام‌های کوتاه) ریل‌شورت بر پیچش‌های سریع داستانی، درگیری‌های عاطفی شدید و گسترش حداقل شخصیت‌پردازی تکیه دارند. هزینه تولید این مینی‌درام‌ها با صحنه‌آرایی‌های ساده، لباس‌ها و بازیگرانی که عمدتاً ناشناخته هستند، به‌طور قابل توجهی پایین است.

## پیشینه
با وجود شکست پلتفرم‌های تلویزیونی کوتاه مشابه در ایالات متحده، مانند تعطیلی پلت‌فرم کوییبی در سال ۲۰۲۰، ریل‌شورت در چین به یک فرمت محبوب تبدیل شده است. مینی‌درام موبایلی که در ابتدا جای خالی ایجاد شده توسط تعطیلی سینماها در طول همه‌گیری کووید-۱۹ را پر می‌کرد، در بین بینندگان چینی که به دنبال سرگرمی سریع بودند، محبوب شد. ریل‌شورت در ماه اوت ۲۰۲۲ برای معرفی مینی‌درام موبایلی برای مخاطبان بین‌المللی ایجاد شد.

## مدل تجاری
اپلیکیشن ریل‌شورت از یک سیستم ارز مجازی استفاده می‌کند تا کاربران بتوانند برای نمایش قسمتهای غیر رایگان هر مینی‌درام (معمولاً مشاهده چند قسمت ابتدایی هر مینی‌درام رایگان است) سکه خریداری کنند.
 این سکه‌ها را می‌توان از طریق تماشای تبلیغات درون اپلیکیشن به دست آورد و یا به طور مستقیم سکه‌ها را خریداری کرد. 
اپلیکیشن ریل‌شورت بین سال ۲۰۲۳ و ۲۰۲۴ شاهد افزایش ۹۹۲ درصد در دانلودها بود و از ۳٫۴ میلیون دانلود در سه ماهه ابتدایی ۲۰۲۳ به ۳۷ میلیون دانلود در اوایل سال ۲۰۲۴ رسید.